# Duncan Atwood
Duncan Atwood (Duncan Fuller MacTavish Atwood; * 11. Oktober 1955 in Seattle) ist ein ehemaliger US-amerikanischer Speerwerfer.
1979 siegte er bei den Panamerikanischen Spielen in San Juan und wurde Achter beim Leichtathletik-Weltcup in Montreal.
Bei den Olympischen Spielen 1984 in Los Angeles wurde er Elfter.
1987 siegte er erneut bei den Panamerikanischen Spielen in Indianapolis und wurde Zwölfter bei den Leichtathletik-Weltmeisterschaften in Rom.
1979, 1980 und 1987 wurde er US-Meister.

## Persönliche Bestleistungen
- Speerwurf (altes Modell): 94,06 m, 26. Juli 1985, Eugene
- Speerwurf (neues Modell): 82,74 m, 26. Juni 1987, San José